# هدهد ۲۸۶۸
سیارک ۲۸۶۸ (به انگلیسی: 2868 Upupa، نامگذاری:1972UA) دو هزار و هشتصد و شصت و هشتمین سیارک کشف شده‌است که در ۳۰ اکتبر ۱۹۷۲ کشف شد.
قدر مطلق سیارک برابر ۱۳٫۱۰ است.